# Tullbergiidae
Famille
Les Tullbergiidae sont une famille de collemboles.
Elle comporte plus de 230 espèces dans 33 genres.

## Liste des genres
Selon Checklist of the Collembola of the World (version du 15 septembre 2019) :
- Austraphorurinae Luciáñez & Simón, 1992
  - Doutnacia Rusek, 1974
  - Jevania Rusek, 1978
  - Najtiaphorura Weiner & Thibaud, 1991
  - Scaphaphorura Petersen, 1965
- Clavaphorurinae Janssens, 2012
  - Clavaphorura Salmon, 1943
- Mesaphorurinae Dunger & Schlitt, 2011
  - Ameritulla Bernard, 2016
  - Boudinotia Weiner & Najt, 1991
  - Delamarephorura Weiner & Najt, 1999
  - Karlstejnia Rusek, 1974
  - Marcuzziella Rusek, 1975
  - Mesaphorura Börner, 1901
  - Metaphorura Stach, 1954
  - Mexicaphorura Palacios-Vargas & Catalán, 2013
  - Mixturatulla Bernard, 2016
  - Multivesicula Rusek, 1982
  - Neotullbergia Bagnall, 1935
  - Paratullbergia Womersley, 1930
  - Pongeiella Rusek, 1991
  - Prabhergia Salmon, 1965
  - Psammophorura Thibaud & Weiner, 1994
  - Rotundiphorura Rusek, 1991
  - Sensilatullbergia Thibaud & Ndiaye, 2006
  - Tullbergiella Izarra, 1965
  - Wankeliella Rusek, 1975
  - Weinera Thibaud, 1993
- Tullbergiinae Bagnall, 1935
  - Anaphorura Izarra, 1972
  - Dinaphorura Bagnall, 1935
  - Fissuraphorura Rusek, 1991
  - Neonaphorura Bagnall, 1935
  - Stenaphorura Absolon, 1900
  - Tasphorura Greenslade & Rusek, 1996
  - Tillieria Weiner & Najt, 1991
  - Tullbergia Lubbock, 1876

## Publication originale
- Bagnall, 1935 : On the Classification of the Onychiuridae (Collembola), with particular reference to the Genus Tullbergia Lubbock and its Allies. Annals and Magazine of Natural History, sér. 10, vol. 15, p. 236-242.